# Joan Ventura i Ballbé
Joan Ventura i Ballbé   (Palau-solità i Plegamans, 12 de gener de 1946 - Sabadell, 4 de desembre de 2014) fou un escriptor, periodista gràfic i promotor del bicicròs a Catalunya.
Joan Ventura fou un amant de l'esport i de la història de Catalunya. Vinculat de sempre a l'esport de diverses facetes, com a practicant fou jugador del C. F. Palau de Plegamans a mitjans de la dècada de 1960. Malgrat la seva vessant d'historiador, i dedicar-se professionalment al camp tècnic, va publicar reportatges a diaris com El Correo Catalán i La Vanguardia i a les revistes Algo, Historia y Vida, Revista de Arqueología i Solo Moto. Va fundar la primera revista informativa de Palau-solità i Plegamans que portava per nom Pedra Llarga. De pensament independentista, va publicar diversos articles i obres sobre el tema.

## Motociclisme i BMX
Ventura va dur a terme una llarga activitat com a fotògraf esportiu dins el camp del motociclisme. El Club Sip Sport i la Fundació Museu Moto Mario Soler, ambdues amb domicili a Bassella (Lleida), van fundar en memòria del seu company Joan Ventura, un concurs anual de fotografia vers "100% Enduro", que s'adjudica a principi de cada primavera.
Les primeres curses de bicicròs a Catalunya es disputaren a Palau-solità el 1981, promogudes pel fabricant de bicicletes de Sant Feliu de Codines Josep Figueras i, gestionades per la Comissió Nacional de Trialsín i BMX (CNTB), presidida per Pere Pi. Impulsada per la Federació Catalana de Ciclisme (FCC), aquesta comissió fou l'origen de la Comissió Catalana de BMX. Joan Ventur va ser l'ànima d'aquestes primeres edicions de bicicròs.

## Obra publicada
Com a periodista d'investigació va publicar els llibres d'assaig:
- Club de Futbol Palau de Plegamans, una entitat amb història (Monografies Palauenques, 1994). Un estudi força complet sobre la vida d'aquesta entitat.
- El surco del labrador (Editorial ERGUÉ, 2006, ISBN 978-84-96620-00-1). Obra de to col·loquial en què Ventura pretenia posar els preceptes de Mahoma a l'abast del lector occidental.
- La masmorra; De la plaça del Sol a la via Laietana: viatge a les tenebres del franquisme (Ed. Cossetània, 2007). El 20 d'agost de 1975, en el marc de la Festa Major de l'antiga Vila de Gràcia, Raimon havia de fer un concert a l'envelat de la plaça del Sol, ple de gom a gom, davant de 2.000 persones; Ventura hi era i fou detingut i l'aventura d'aquella detenció li donà els arguments per escriure aquest llibre.[5]
- Tren correu 1104: el darrer viatge del Quico Sabaté i els seus quatre companys (Palau-solità i Plegamans: Edithot, 2010)[6]
- Parlem clar (Ed. Edithot, any 2012)
- El catalanisme polític (Ed. Edithot, any 2012)
- Més que un club (Ed. Edithot, any 2012)